# Sean Smith (Freestyle-Skier)
Sean Smith (* 2. April 1971 in London) ist ein ehemaliger US-amerikanischer Freestyle-Skier. Er startete in den Buckelpisten-Disziplinen Moguls und Dual Moguls.

## Werdegang
Smith startete im Januar 1992 in Blackcomb erstmals im Weltcup. Dort sprang er auf den 17. Platz im Moguls und errang im weiteren Saisonverlauf in Inawashiro mit dem vierten Platz im Moguls sowie mit dem fünften Rang im Moguls in Madarao seine ersten Top-Zehn-Platzierungen im Weltcup. Nach den Plätzen 11, 12 und 17 zu Beginn der Saison 1993/94 kam er in Breckenridge mit dem dritten Platz im Moguls erstmals aufs Podest und mit drei weiteren Top-Zehn-Ergebnissen auf den 28. Platz im Gesamtweltcup sowie auf den fünften Rang im Moguls-Weltcup. Beim Saisonhöhepunkt, den Olympischen Winterspielen 1994 in Lillehammer, belegte er den 13. Platz im Moguls-Wettbewerb. In der Saison 1995/96 sprang er mit zwei Top-Zehn-Platzierungen auf den 19. Platz im Moguls-Weltcup und kam in der Saison 1996/97 fünfmal unter die ersten Zehn. Dabei belegte er in Kirchberg den zweiten Platz im Dual Moguls und beendete die Saison auf dem vierten Platz im Dual-Moguls-Weltcup. Letztmals im Weltcup startete er im Dezember 1997 in Tignes, wobei er den vierten Platz im Dual Moguls errang.

## Erfolge

### Olympische Spiele
- 1994 Lillehammer: 13. Platz Moguls

### Weltcup-Gesamtplatzierungen
Smith nahm an 52 Weltcups teil und erreichte 18 Top-Zehn-Platzierungen sowie zwei Podestplatzierungen.
| Saison  | Gesamt | Gesamt | Moguls | Moguls | Dual Moguls | Dual Moguls |
| Saison  | Punkte | Platz  | Punkte | Platz  | Punkte      | Platz       |
| ------- | ------ | ------ | ------ | ------ | ----------- | ----------- |
| 1991/92 | 8      | 60.    | 67     | 21.    | –           | –           |
| 1992/93 | 37     | 64.    | 332    | 23.    | –           | –           |
| 1993/94 | 66     | 28.    | 524    | 5.     | –           | –           |
| 1994/95 | 6      | 108.   | 40     | 43.    | –           | –           |
| 1995/96 | 34     | 59.    | 276    | 19.    | 44          | 24.         |
| 1996/97 | 24     | 76.    | 96     | 31.    | 332         | 4.          |
| 1997/98 | –      | –      | –      | –      | 84          | 18.         |